# تادايوكي أوكادا
تادايوكي أوكادا (باليابانية: 岡田忠之؛ بالكانا: おかだ ただゆき) هو متسابق دراجات نارية ياباني سابق فاز ببطولة سباق الجائزة الكبرى للدراجات النارية. نافس في سباقات بطولة العالم لفئة 500 سي سي ولفئة 250 سي سي ولفئة 50 سي سي. كما شارك في بطولة العالم للسوبربايك.

## روابط خارجية
- تادايوكي أوكادا على موقع MotoGP.com (الإنجليزية)
- تادايوكي أوكادا على موقع WorldSBK.com (الإنجليزية)